# О’Райли, Нико
Нико О’Райли (англ. Nico O’Reilly; родился 21 марта 2005, Манчестер) — английский футболист, полузащитник клуба «Манчестер Сити».

## Клубная карьера
О’Райли попал в академию «Манчестер Сити» в возрасте 8 лет. В сезонах 2021/22 и 2022/23 регулярно выступал за команду до 18 лет. В обоих сезонах выигрывал Премьер-лигу (до 18 лет). В сезоне 2023/24 стал игроком команды до 21 года. В июле 2024 года дебютировал за основную команду «Манчестер Сити» в предсезонном товарищеском матче против «Селтика».
10 августа 2024 года дебютировал в профессиональном футболе, выйдя в стартовом составе на матч Суперкубка Англии против «Манчестер Юнайтед».

## Карьера в сборной
Выступал за сборные Англии до 15, до 16, до 17, до 18 и до 20 лет.

## Достижения
«Манчестер Сити»
- Обладатель Суперкубка Англии: 2024